# Holcobius granulatus
Holcobius granulatus är en skalbaggsart som beskrevs av Sharp 1881. Holcobius granulatus ingår i släktet Holcobius och familjen trägnagare. Inga underarter finns listade i Catalogue of Life.